# Maria Teresa Ruta
Maria Teresa Ruta (Torino, 23 aprile 1960) è una conduttrice televisiva, giornalista e scrittrice italiana.

## Biografia
Nata a Torino, da papà Giovanni, di origine siciliana da parte di padre e rumena da parte di madre, e da mamma Rossella, nata a Taurianova (RC) il 26 marzo 1940, è altresì nipote (da parte di padre) dell'omonima annunciatrice e conduttrice attiva negli anni cinquanta. Da bambina, crebbe nel quartiere Borgo San Paolo di Torino, in un caseggiato davanti al centro sportivo calcistico della Lancia (oggi chiamato "Robilant"); nella stessa città, studia fino alle scuole superiori, tuttavia già nel 1976 entra nello spettacolo lavorando presso GRP Televisione, partecipando al concorso di bellezza Miss Muretto di Alassio, in Liguria, risultando vincitrice.
L'anno dopo si divide tra Torino e Roma, dove inizia a fare dei provini, e dove subirà un tentativo di stupro a Trastevere il pomeriggio del 14 agosto 1977. Nel 1978, comincia a recitare in teatro nella compagnia torinese di Carlo Campanini, alternando con il lavoro di fotomodella, comparsa e controfigura cinematografica a Roma. All'inizio degli anni '80 compare in alcuni spot pubblicitari, come ad esempio per l'Amaro Ramazzotti a fianco di Johnny Dorelli.
Seguono quindi le prime apparizioni come soubrette in varietà televisivi della Rai come Signorine grandi firme, accanto a Carmen Russo, e le prime esperienze come presentatrice nell'estate 1983 con Fresco fresco su Rai 1 (all'epoca Rete 1) e nel 1984 con la trasmissione sportiva Caccia al 13 in onda su Rete 4 (appena acquistata dal gruppo Fininvest), grazie alla quale si aggiudica il primo Telegatto.
Dal 1986 al 1991 affianca Sandro Ciotti (che simpaticamente la annunciava come Il sorriso che non conosce confini) nella conduzione della Domenica Sportiva, come giornalista sportiva. La trasmissione vinse ben 4 telegatti. Nel 1991 passa anche alla trasmissione sportiva Il Processo del Lunedì, come inviata.
Nell'autunno del 1986 conduce il gioco della tombola all'interno della trasmissione di Rai 1 Italia Mia, condotta assieme a Gigi Marzullo e Diego Abatantuono.
In questo periodo, conduce con Cino Tortorella sei edizioni dello Zecchino d'Oro (dal 1989 al 1994) e, nel 1988, il contenitore estivo del mezzogiorno di Rai 1 Porto Matto.
A partire dall'inizio degli anni novanta, abbandona progressivamente la carriera di giornalista sportiva per dedicarsi maggiormente a programmi di intrattenimento, come Giochi senza frontiere, che conduce nelle edizioni del 1992 e del 1993 (in coppia con Ettore Andenna), in quella del 1997 (che presentò invece da sola, pur affiancata nei collegamenti esterni da Antonello Dose e Marco Presta), e nella versione invernale Questa pazza pazza neve nel 1992, di nuovo in coppia con Andenna.
Nella stagione 1993-94 presenta il programma per ragazzi di Rai 1 Uno per tutti. Nel 1994 inoltre conduce Unomattina estate, accanto al marito Amedeo Goria (la coppia presenterà il programma anche l'anno successivo). Tra il 1995 e il 1996 conduce due edizioni di Sala giochi (nella seconda edizione s'intitolerà Pronto? Sala giochi), programma di giochi telefonici del primo pomeriggio di Rai 1 grazie al quale aumenta di molto la sua popolarità. Dal settembre 1996 al gennaio 1997 conduce Unomattina assieme a Ludovico Di Meo.
Passata nuovamente a Mediaset nell'autunno 1997, ha condotto su Canale 5 la trasmissione di cucina e benessere Vivere bene nelle stagioni 1997-98 e 1998-99 (in quest'ultima con il titolo Vivere bene - Salute). Dal 29 gennaio del 2000, sempre su Canale 5, inizia a condurre il talk show del mezzogiorno A tu per tu, inizialmente presentato in coppia con Antonella Clerici ed in seguito con Gianfranco Funari, venendo però di fatto relegata, dopo l'arrivo di quest'ultimo, da co-conduttrice al ruolo di semplice opinionista; il programma non riscuote il successo sperato e viene cancellato nel giugno dello stesso anno, dopo appena sei mesi di programmazione.
Dal settembre 2000 all'aprile 2001 sostituisce Iva Zanicchi e conduce su Rete 4 l'ultima edizione del celebre game-show Ok, il prezzo è giusto!, anche questo chiuso in anticipo per bassi ascolti. Nella stagione 2001-2002 conduce il programma per ragazzi Bravo Bravissimo Club, in onda il sabato pomeriggio su Rete 4, sostituendo Mauro Serio. Nella prima metà degli anni 2000 ha anche partecipato alla soap opera Un posto al sole, interpretando un ruolo che ricorda molto sé stessa, e condotto un programma di medicina sulla syndication Odeon TV (TG Salute) e uno a carattere calcistico (la domenica pomeriggio sull'emittente pugliese Telenorba).
Nella stagione 2002-2003 torna in Rai, diventando una delle inviate della trasmissione domenicale di Rai 2 Quelli che... il calcio, e affiancando Carlo Nesti per le partite del Torino (squadra di cui è tifosa); nell'estate 2003 ha condotto nuovamente Unomattina estate (ma solo nelle puntate del sabato e della domenica) accanto all'ex marito Amedeo Goria ed a Caterina Balivo.
Nell'autunno successivo partecipa come concorrente alla prima edizione del reality show di successo L'isola dei famosi su Rai 2, condotto da Simona Ventura, venendo eliminata nel corso della sesta puntata con il 72% dei voti. Nell'estate 2004 presenta su Rai 2 il talk-show pomeridiano Estate sul 2, versione estiva de L'Italia sul 2, accanto alla giornalista Monica Rubele. Negli anni successivi è apparsa in alcune televendite, ha diretto un corso di conduzione televisiva ed è stata molto spesso ospite in varie trasmissioni televisive in veste d'opinionista.
Dal 26 agosto 2012 passa al canale del digitale terrestre Vero Capri, chiamata a condurre, insieme ai già presenti Marco Columbro, Corrado Tedeschi, Marisa Laurito, Laura Freddi e Margherita Zanatta (a cui poi si sono aggiunti anche Zuzzurro e Gaspare e Alba Parietti), e sotto la direzione artistica di Maurizio Costanzo, i talk-show Chiacchiere, Storie, Benessere, Consigli, Casa, Salute, Trucco e Bellezza, Moda, Viaggi, Cucina e Hobby; il 3 settembre 2013 termina questa esperienza.
Nel dicembre 2014 partecipa come concorrente VIP al lancio del quiz televisivo di Pupo Una canzone per 100.000, sul nuovo canale Agon Channel. Nel settembre 2016 viene eletta presidente di giuria alla prima edizione di Sanremo Newtalent, diventandone poi la madrina fino al 2021.
Nell'autunno 2018 partecipa come concorrente, in coppia con Patrizia Rossetti, con cui forma la squadra de Le signore della TV, all'adventure-game di Rai 2 Pechino Express, risultando vincitrice dell'edizione, arrivando in finale insieme alla coppia de Le mannequin formata da Linda Morselli e Rachele Fogar (coppia che aveva salvato Le signore della TV in semifinale) e de Gli Scoppiati formata da Fabrizio Colica e Tommy Kuti.
Nel 2019 è nel cast del programma quotidiano di Rai 2 Detto fatto, condotto da Bianca Guaccero.
Dal 2019 è ospite ed opinionista ricorrente a Pomeriggio Cinque, in onda su Canale 5; a fine 2019 prende parte, sempre come opinionista ricorrente, a Live - Non è la d'Urso, anche esso in onda su Canale 5.
Dal 14 settembre 2020 ha preso parte come concorrente alla quinta edizione del Grande Fratello VIP, condotta da Alfonso Signorini, dove inizialmente ha partecipato in coppia con la figlia Guenda Goria, e successivamente come concorrente singola, venendo eliminata nel corso della puntata di venerdì 12 febbraio 2021. A distanza di quattro anni, dal 27 gennaio 2025, è ritornata come concorrente nella diciottesima edizione della versione classica del Grande Fratello, questa volta sin da subito in solitaria, venendo eliminata tre settimane dopo.
Nell'autunno 2023 ha preso parte come concorrente alla tredicesima edizione del talent di Rai 1, Tale e quale show, condotto da Carlo Conti con il quale trent'anni prima sulla rete ammiraglia aveva condotto Uno per tutti.
Maria Teresa Ruta fu anche attrice cinematografica (anche se solo in piccoli ruoli) in un paio di film del filone della commedia sexy tra la fine degli anni settanta e i primi anni ottanta mentre in televisione recitò in Giorno dopo giorno, primo esperimento italiano di telenovela andato in onda nel 1982 su Rete 4 (all'epoca di proprietà del gruppo Mondadori e non ancora appartenente a Fininvest), in cui recitò anche Barbara D'Urso; prese parte anche ad alcuni spettacoli teatrali, lavorando con Erminio Macario ed Ugo Gregoretti.
Come altri personaggi televisivi, la Ruta ha inoltre inciso, negli anni ottanta, qualche singolo su 45 giri. Nel 2003 ha duettato con Nilla Pizzi nelle canzoni L'altra metà dell'uomo e Ambarabà (quest'ultima cover italiana del tormentone estivo spagnolo del 2002 Aserejé), contenute all'interno dell'album della cantante emiliana Insieme si canta meglio. Dal 2017 è una delle giurate di qualità del contest canoro nazionale Sanremo Newtalent al fianco del patron Devis Paganelli e del maestro Vince Tempera, La Ruta è inoltre solita esibirsi dal vivo insieme a una band denominata Las Margaritas, insieme alla quale ha anche pubblicato il singolo inedito Io ero qui.
Nel 2015 si candida al Consiglio comunale di Luino (Varese) con la lista civica La Grande Luino, di area Forza Italia, ottenendo 37 preferenze, non venendo quindi eletta.

## Vita privata
Nel 1987 ha sposato il giornalista sportivo e conduttore Amedeo Goria. Dal matrimonio sono nati due figli: Guendalina, detta Guenda, pianista e attrice (1988), e Gianamedeo (1992). La Ruta e Goria si sono poi separati nel 1999 e hanno divorziato nel 2004. Dal gennaio 2006 è legata sentimentalmente al produttore discografico Roberto Zappulla, fratello del cantante neomelodico Carmelo Zappulla, con cui si è poi sposata nel 2015. Il 25 luglio del 2024 diventa nonna per la prima volta di Noah Gancitano, primogenito della figlia Guenda Goria e del marito inviato e regista Mirko Gancitano.
Il 12 agosto dello stesso anno nasce la seconda nipotina Anita, figlia del secondogenito Gian Amedeo e della moglie Francesca Claire Splait Horvat.
Nel 2012 Maria Teresa Ruta ha dichiarato di soffrire di una lieve forma di dislessia.
È inoltre ricordata per essere stata la prima giornalista sportiva donna ad aver intervistato Diego Armando Maradona, nel 1986, quando il calciatore si trovava in forza al Napoli.
Si professa cattolica.

## Filmografia

### Cinema
- Sabato, episodio di Sabato, domenica e venerdì, regia di Sergio Martino (1979)
- La moglie in vacanza... l'amante in città, regia di Sergio Martino (1980)
- Sciopèn, regia di Luciano Odorisio (1982)
- Il volo di Teo, regia di Walter Santesso (1991)
- Naufraghi per caso, regia di Alice Tonini – cortometraggio (2015)

### Televisione
- Giorno dopo giorno – serial TV (1982)
- L'indizio - Cinque inchieste per un commissario, regia di Andrea Camilleri – serie TV, episodio 1x04 (1982)
- Un inviato molto speciale, regia di Vittorio De Sisti – serie TV, episodio 1x04 (1992)
- Un posto al sole – serial TV (2002)
- Il cielo può attendere, regia di Bruno Gaburro – film TV (2005)

## Programmi televisivi

Maria Teresa Ruta alla conduzione della Domenica Sportiva nella seconda metà degli anni ottanta, assieme ai cestisti Premier, D'Antoni e McAdoo

- Buonasera con Aldo e Carlo Giuffrè (Rete 2, 1981) - valletta
- Signorine grandi firme (Rete 3, 1981) - valletta
- Musicomio (Rete 3, 1981-1982) - valletta
- Gransimpatico (Rai 2, 1983) - valletta
- Chewing gum show (Rai 2, 1983) - valletta
- Fresco fresco (Rai 1, 1983) - valletta
- Caccia al 13 (Rete 4, 1983-1984)
- Sereno Variabile (Rai 2, 1984-1985)
- Calcissimo (Rai 2, 1985)
- Ventimiglia, canzoni tra i fiori (Rai 1, 1985)
- Festival di Castrocaro (Rai 1, 1985)
- Italia mia (Rai 1, 1986)
- Una canzone per Miss Mondo (Rai 1, 1986)
- Italia sera (Rai 1, 1986-1987)
- La domenica sportiva (Rai 1, 1986-1991)
- Le stelle dell'Orsa (Rai 1, 1987)
- Carnevale di Viareggio (Rai 1, 1987)
- A volo d'uccello (Rai 2, 1988)
- Porto Matto (Rai 1, 1988)
- La festa della mamma (Rai 1, 1989)
- Zecchino d'Oro (Rai 1, 1989-1994)
- Hanna e Barbera - 50 anni di carriera (Rai 1, 1989)
- Mare Nostrum - Insieme per l'ambiente (Rai 1, 1989)
- La modella per l'arte (Rai 1, 1990)
- San Valentino - Un anno d'amore (Rai 1, 1990)
- Top '90 (Rai 1, 1990)
- Speciale Sabato dello Zecchino - Libri, televisione e fantasia (Rai 1, 1990)
- Italia...primo amore (Rai 1, 1990)
- Un'estate italiana (Rai 1, 1990)
- Vota la voce (Canale 5, 1990)
- Telethon (Rai 1, 1990-1994)
- Dai lieti calici (Rai 1, 1990)
- 4ª rassegna cinematografica Sangineto (Rai 1, 1991)
- Ciao Italia (Rai 1, 1991)
- Il processo del lunedì (Rai 3, 1991-1992)
- Questa pazza pazza neve (Rai 1, 1991-1992)
- Miss Italia (Rai 1, 1991) - inviata
- Scommettiamo che...? (Rai 1, 1992)
- Giochi senza frontiere (Rai 1, 1992-1993, 1997)
- La grande corsa (Rai 1, 1992)
- Scarpetta d'oro (Rai 2, 1992)
- Buon anno Europa (Rai 1, 1993)
- La notte delle streghe (Rai 1, 1993)
- Trofeo del mare - 3º Primatist Trophy (Rai 2, 1993)
- Uno per tutti (Rai 1, 1993-1994)
- DisneyTime (Rai 1, 1993-1994)
  - DisneyTime - Natale con Paperino (Rai 1, 1993)
- Incontri del Mediterraneo (Cinquestelle, 1994)
- 2º Premio giornalistico Pietro Aretino (Rai 1, 1994)
- Canzoni di Primavera - Speciale La Banda dello Zecchino (Rai 1, 1994)
- Tengo famiglia (Odeon TV, 1994)
- Unomattina estate (Rai 1, 1994-1995)
  - VerdeMattina (Rai 1, 1994) – rubrica Tg verde
  - Venerdibattito (Rai 1, 1994)
  - Unomattina estate sabato e domenica (Rai 1, 2003)
- I Remigini - Speciale La Banda dello Zecchino (Rai 1, 1994)
- Un bambino, una vita (TMC, 1994)
- Sala giochi (Rai 1, 1995) 
  - Pronto? Sala giochi (Rai 1, 1995-1996)
- Unomattina (Rai 1, 1996-1997) 
  - Di che segno siamo? - Speciale Unomattina (Rai 1, 1996-1997)
- Giostra di Capodanno (Rai International, 1996)
- Festival di Primavera (Rai 1, 1997)
- Note di Natale (TMC, 1997)
- Vivere bene (Canale 5, 1997-1998) 
  - Vivere bene - Salute (Canale 5, 1998-1999)
  - Vivere bene Estate (Canale 5, 1998)
  - Vivere bene - Speciale Medicina (Canale 5, 1998-1999)
  - Vivere bene Magazine (Canale 5, 1998-1999)
  - Vivere bene con noi (Canale 5, 1999)
- A tu per tu (Canale 5, 2000)
- Ok, il prezzo è giusto! (Rete 4, 2000-2001)
- Bravo Bravissimo Club (Rete 4, 2002)
- Goal Show (Tele A, 2002)
- TG Salute (Odeon TV, 2003)
- L'isola dei famosi (Rai 2, 2003) - concorrente
- Estate sul 2 (Rai 2, 2004)
- Il Circo per l'Estate (Rete 4, 2005) - concorrente
- Tivvù (Ies Tv, 2007)
- Domenica Win (Betting Channel, 2008-2009)
- Talk show e rubriche su Vero Capri (2012-2013)
- Missione relitti (Acqua, 2014-2018)
- Pechino Express (Rai 2, 2018) - concorrente, vincitrice
- Chef per passione (TeleNord, 2019-2020, 2022)
- Grande Fratello VIP (Canale 5, 2020-2021) - concorrente
- Back to School (Italia 1, 2022) - concorrente
- Tale e quale show (Rai 1, 2023) - concorrente
- Grande Fratello (Canale 5, 2025) - concorrente

## Discografia

### Singoli
- 1987 – Avessi un istante/La focaccia (Videoradio, ZB41633, 7") La focaccia sigla del programma televisivo Porto Matto
- 2021 – Mi sveglio ballando

### Partecipazioni
- 2003 – Nilla Pizzi Insieme... si canta meglio! Duetta nelle canzoni L'altra metà dell'uomo e Ambarabà

## Opere
- Maria Teresa Ruta e Patrizia Amerio, Bella di bimbo: (Gravidanza e... come restare in forma prima, durante e dopo), Crescentino, La Rosa Editrice, 1993, SBN CAM0248003.
- Idalberto Fei e Maria Teresa Ruta, E vissero felici e contenti, fiabe e favole della buonanotte (con audiocassetta), disegni di Giuliana Serano, Roma, Rai Eri, 1998, ISBN 88-397-1031-0.
- Le ricette di mamma Isola... dei famosi, disegni di Giuliana Serano, Roma, Rai Eri, 2004, ISBN 88-397-1306-9.
- L'81º principe, illustrazioni di Raffaella Brusaglino, Torino, Adnav, 2009, ISBN 978-88-6465-004-3.
- Il gatto mammone, illustrazioni di Samantha Farina, Torino, Adnav, 2012, ISBN 978-88-6465-002-9.
- Maria Teresa Ruta e Savina Sciacqua, Il giro del mondo in casseruola veg, Bologna, OM, 2017, ISBN 978-88-99450-69-4.